# Доппер, Корнелис
Корнелис Доппер (нидерл. Cornelis Dopper; 7 февраля 1870 — 19 сентября 1939) — нидерландский композитор и дирижёр.

## Биография
Родился в семье трактирщика Лукаса Доппера и Гретель Шварц. В детстве потерял обоих родителей.
В 1888 году Корнелис отправился в Лейпцигскую консерваторию, где он провёл два года, обучаясь у Карла Райнеке (композиция), Саломона Ядассона (теория музыки) и Карла Вендлинга (фортепиано). После возвращения несколько лет работал музыкантом в Гронингене.
В 1908—1931 годах был дирижёром симфонического оркестра в Амстердаме, ассистентом В. Менгельберга. В 1930-х годах, после выхода на пенсию, Доппер страдал от ухудшения здоровья, вызванного стенокардией. Умер в возрасте 69 лет в Амстердаме, через несколько месяцев после его второго брака со своей экономкой, Кристиной де Роос. С первой женой, певицей Генриеттой Зиденбург, он развёлся в 1920 году, после почти 11 лет брака.

## Творчество
Корнелис написал около ста композиций в различных жанрах, в том числе четыре оперы (две из которых никогда не исполнялись), семь симфоний, вокальную и камерную музыку. В качестве тематического материала он использовал мотивы голландских мелодий (симфонии «Залив Зёйдерзе» № 7, «Амстердамская» № 6, «Рембрандт» № 2).

## Награды
- Серебряная Почётная медаль искусств и наук[нидерл.] (Нидерланды).